# Даніель Резерфорд
Даніель Резерфорд (Рутерфорд) (англ. Daniel Rutherford; 3 листопада 1749 — 15 листопада 1819) — англійський хімік і фізик. Здобув освіту в Единбурзькому університеті, де і здобув ступінь доктора в 1772 році за роботу під назвою «De aëre mephitica», в якій описував новий газ, в той же час відкритий незалежно Д. Прістлі й дістав назву азот. З 1777 року член товариства лікарів в Единбурзі, а з 1786 року професор ботаніки Единбурзького університету.